# Frankrijk op het Europees kampioenschap voetbal 2016
Frankrijk was het gastland van het Europees kampioenschap voetbal 2016. Het was de negende deelname voor het land, dat in zowel 1984 als 2000 Europees kampioen werd. Voor Didier Deschamps was het de eerste keer dat hij als bondscoach aan het EK deelnam. Als speler was hij er al bij in 1992, 1996 en 2000. Frankrijk kwam dit EK tot de finale, waarin het verloor van Portugal.

## EK-voorbereiding
Als gastland hoefde Frankrijk geen kwalificatiewedstrijden te spelen. Het team van bondscoach Didier Deschamps bereidde zich op het toernooi voor door verscheidene oefenwedstrijden te spelen. Begin november 2015 werd die voorbereiding verstoord door een afpersingsschandaal. Mathieu Valbuena werd gechanteerd met een sekstape door kennissen van zijn collega-international Karim Benzema. Benzema werd door de politie verhoord over zijn rol in de zaak. Enkele dagen later kwamen enkele audiofragmenten aan het licht waaruit bleek dat Benzema als tussenpersoon voor de afpersers had gefungeerd. Op 10 december 2015 besloot de Franse voetbalbond om Benzema te schorsen tot de zaak is uitgeklaard.
Op 13 november 2015 werd de nationale ploeg van Frankrijk opnieuw opgeschrikt. Terwijl Frankrijk een oefenduel speelde tegen Duitsland werden er in Parijs op verschillende plaatsen terroristische aanslagen gepleegd. Aan het Stade de France, waar op dat ogenblik de wedstrijd tegen Duitsland plaatsvond, bliezen drie zelfmoordterroristen zichzelf op. De knallen waren tot in het stadion te horen. Na de eerste explosie werd president François Hollande uit het stadion geëvacueerd. Na de wedstrijd bracht zowel de Franse als Duitse selectie de nacht door in het stadion.
Raphaël Varane, Jérémy Mathieu en Lassana Diarra Maakten oorspronkelijk deel uit van de selectie van Frankrijk, maar zegden in de laatste week van mei alle drie geblesseerd af. Bondscoach Deschamps riep Adil Rami, Samuel Umtiti en Morgan Schneiderlin op als hun vervangers.

### Wedstrijden
| 4 september 2014 | Frankrijk  | 1 – 0 | Spanje     |
| 7 september 2014 | Servië     | 1 – 1 | Frankrijk  |
| 11 oktober 2014  | Frankrijk  | 2 – 1 | Portugal   |
| 14 oktober 2014  | Armenië    | 0 – 3 | Frankrijk  |
| 14 november 2014 | Frankrijk  | 1 – 1 | Albanië    |
| 18 november 2014 | Frankrijk  | 1 – 0 | Zweden     |
| 26 maart 2015    | Frankrijk  | 1 – 3 | Brazilië   |
| 29 maart 2015    | Frankrijk  | 2 – 0 | Denemarken |
| 7 juni 2015      | Frankrijk  | 3 – 4 | België     |
| 13 juni 2015     | Albanië    | 1 – 0 | Frankrijk  |
| 7 september 2015 | Frankrijk  | 2 – 1 | Servië     |
| 8 oktober 2015   | Frankrijk  | 4 – 0 | Armenië    |
| 11 oktober 2015  | Denemarken | 1 – 2 | Frankrijk  |
| 13 november 2015 | Frankrijk  | 2 – 0 | Duitsland  |
| 17 november 2015 | Engeland   | 2 – 0 | Frankrijk  |
| 25 maart 2016    | Nederland  | 2 – 3 | Frankrijk  |
| 29 maart 2016    | Frankrijk  | 4 – 2 | Rusland    |
| 30 mei 2016      | Frankrijk  | 3 – 2 | Kameroen   |
| 4 juni 2016      | Frankrijk  | 3 – 0 | Schotland  |

## Het Europees kampioenschap
De loting vond op 12 december 2015 plaats in Parijs. Frankrijk werd als gastland ondergebracht in groep A, samen met Roemenië, Albanië en Zwitserland.
Frankrijk en Roemenië speelden op 10 juni 2016 de openingswedstrijd van het toernooi. Olivier Giroud kopte daarin in de 57e minuut de eerste goal van het EK 2016 binnen vanuit een voorzet van Dimitri Payet. Nicolae Stanciu kreeg in de 65e minuut een strafschop nadat Patrice Evra hem haakte in het Franse strafschopgebied en bracht Roemenië daaruit zelf op 1-1. Payet maakte één minuut voor tijd vervolgens de winnende 2-1 voor Frankrijk, toen hij de bal vanaf de rand van het strafschopgebied in de linkerbovenhoek van het Roemeense doel schoot. In het tweede groepsduel van de Fransen kopte Antoine Griezmann in de laatste seconden van de reguliere speeltijd een voorzet van Adil Rami binnen en bracht Frankrijk daarmee op 1-0 tegen Albanië. Payet verdubbelde in de zesde minuut van de blessuretijd de score. Hij kreeg de bal bij toeval voor zijn voeten nadat ploeggenoot André-Pierre Gignac tijdens een kapbeweging uitgleed en passeerde doelman Etrit Berisha vervolgens met een schot in de rechterhoek. Frankrijk was daarmee als eerste land op het EK zeker van de achtste finales. Door in de laatste poulewedstrijd 0-0 te spelen tegen Zwitserland, werden de Fransen tevens groepswinnaar.
Frankrijk nam het in haar achtste finale op tegen Ierland, de nummer drie van groep E. Dat kwam in de tweede minuut met 0-1 voor. Scheidsrechter Nicola Rizzoli beoordeelde contact tussen Paul Pogba en Shane Long in het Franse strafschopgebied als een overtreding en gaf de Ieren een strafschop. Robbie Brady schoot vanaf elf meter raak. Griezmann bezorgde Frankrijk met twee treffers na rust alsnog de overwinning. Hij maakte in de 57e minuut gelijk door een voorzet van Bacary Sagna vanaf rechts ter hoogte van de penaltystip in te koppen. Vier minuten later verstuurde Laurent Koscielny een lange bal vanaf de eigen helft, die Giroud vanaf de rand van het strafschopgebied naar hem doorkopte. Daarop schoot hij Frankrijk met een laag schot in de rechterhoek op 2-1. Dat bleek ook de eindstand. Frankrijk was door naar de kwartfinales. De Ier Shane Duffy kreeg in de 66e minuut nog een directe rode kaart voor het tackelen van de doorgebroken Griezman.
De Fransen speelden in hun kwartfinale tegen IJsland, dat de laatste acht bereikte ten koste van Engeland. Voor de wedstrijd halverwege was, stond Frankrijk met 4-0 voor. Giroud opende in de twaalfde minuut de score. Blaise Matuidi verstuurde een lange bal over links en zette hem daarmee vrij voor Hannes Þór Halldórsson. Giroud schoot door de benen van de IJslandse doelman in de korte hoek raak. Pogba maakte er in de twintigste minuut 2-0 van door een hoekschop van Griezmann vanaf rechts in te koppen. De derde Franse treffer kwam van de voet van Payet. Bacary Sagna gaf een bal vanaf rechts hoog voor het IJslandse doel. Giroud legde de voorzet met het hoofd terug op Griezman, die met een kort tikje Payer aanspeelde. Hij schoot ten slotte vanaf de rand van het strafschopgebied laag diagonaal binnen in de rechterhoek. Griezman maakte 4-0. Doordat Giroud een inspeelbal liet lopen, kon hij alleen op doelman Halldórsson af, die hij daarna met een stiftbal passeerde. Kolbeinn Sigþórsson bracht IJsland tien minuten na rust terug tot 4-1. Hij tikte een voorzet vanaf rechts van Gylfi Sigurðsson in de korte hoek in het Franse doel. Drie minuten later was de marge weer vier. Payet bracht een vrije trap van net buiten de middencirkel hoog in het IJslandse strafschopgebied. Daar won Giroud een duel van invaller Sverrir Ingi Ingason en kopte daarmee zijn tweede van de avond langs de misgrijpende Halldórsson. IJsland maakte het laatste doelpunt van de wedstrijd: 5-2. Ari Freyr Skúlason zette voor vanaf links, Birkir Bjarnason kopte in. Frankrijk ging door naar de halve finales.
Frankrijk speelde in de halve finale tegen Duitsland, dat doordrong tot de laatste vier na confrontaties met achtereenvolgens Oekraïne, Polen, Noord-Ierland, Slowakije en Italië. De Fransen kregen in de blessuretijd van de eerste helft een strafschop. Bastian Schweinsteiger probeerde een hoekschop weg te koppen voor Evra, maar raakte de bal daarbij op zijn hand. Griezmann maakte vanaf de penaltystip 1-0. Diezelfde Griezmann maakte in de 72e minuut het tweede en laatste doelpunt van de avond. Na balverlies van Joshua Kimmich in het eigen strafschopgebied, bracht Pogba de bal hoog voor het Duitse doel. Doelman Manuel Neuer tikte de bal weg, maar in de voeten van de inlopende Griezmann. Hij tikte met de onderkant van zijn linkervoet vervolgens de 2-0 binnen. Daarmee bereikte Frankrijk voor de derde keer de finale van een eindtoernooi in eigen land, na die op het EK 1984 en het WK 1998.
De Fransen speelden in de finale tegen Portugal. Beide landen kwamen in de reguliere speeltijd niet tot scoren. Gignac raakte in de blessuretijd de paal van het Portugese doel, Raphaël Guerreiro in de verlenging de lat van dat van Frankrijk. Invaller Éder maakte in de vijfde minuut van de tweede verlenging het enige doelpunt van de wedstrijd. Nadat João Moutinho hem aanspeelde, trok hij zich los van Koscielny en schoot hij de bal van ± 25 laag in de linkerhoek van het Franse doel: 0-1. Frankrijk ging de boeken in als verliezend finalist.

### Uitrustingen
| Thuis | Uit | Alternatief | Doelman | Doelman |

### Technische staf
|                 |                         |
| Functie         | Naam                    |
| Bondscoach      | Didier Deschamps (foto) |
| Assistent-coach | Guy Stéphan             |
| Keeperstrainer  | Franck Raviot           |
| Video-analist   | Eric Dubray             |
| Team manager    | Erwan Le Prévost        |

### Selectie en statistieken
| Nr. | Naam                | Geboortedatum | GW |   |   |   |   |   |   | Club                | Positie(s) |
| --- | ------------------- | ------------- | -- | - | - | - | - | - | - | ------------------- | ---------- |
| 1   | Hugo Lloris         | 26-12-1986    | 7  | 0 | 0 | 0 | 0 | 0 | 0 | Tottenham Hotspur   | GK         |
| 2   | Christophe Jallet   | 31-10-1983    | 0  | 0 | 0 | 0 | 0 | 0 | 0 | Olympique Lyon      | RB         |
| 3   | Patrice Evra        | 15-05-1981    | 7  | 0 | 1 | 0 | 0 | 0 | 0 | Juventus            | LB         |
| 4   | Adil Rami           | 27-12-1985    | 4  | 0 | 2 | 0 | 0 | 0 | 0 | Sevilla             | CB         |
| 5   | N'Golo Kanté        | 29-03-1991    | 4  | 0 | 3 | 0 | 0 | 1 | 1 | Leicester City      | CM, DM     |
| 6   | Yohan Cabaye        | 14-01-1986    | 2  | 0 | 0 | 0 | 0 | 1 | 0 | Crystal Palace      | CM         |
| 7   | Antoine Griezmann   | 21-03-1991    | 7  | 6 | 0 | 0 | 0 | 1 | 3 | Atlético Madrid     | LW, RW, CF |
| 8   | Dimitri Payet       | 29-03-1987    | 7  | 3 | 0 | 0 | 0 | 1 | 4 | West Ham United     | AM, LW, RW |
| 9   | Olivier Giroud      | 30-09-1986    | 6  | 3 | 1 | 0 | 0 | 0 | 5 | Arsenal             | CF         |
| 10  | André-Pierre Gignac | 05-12-1985    | 6  | 0 | 0 | 0 | 1 | 4 | 0 | Tigres UANL         | CF, LW     |
| 11  | Anthony Martial     | 05-12-1995    | 3  | 0 | 0 | 0 | 0 | 2 | 1 | Manchester United   | CF, LW     |
| 12  | Morgan Schneiderlin | 08-11-1989    | 0  | 0 | 0 | 0 | 0 | 0 | 0 | Manchester United   | DM, CM     |
| 13  | Eliaquim Mangala    | 13-12-1991    | 1  | 0 | 0 | 0 | 0 | 1 | 0 | Manchester City     | CB         |
| 14  | Blaise Matuidi      | 09-04-1987    | 7  | 0 | 1 | 0 | 0 | 1 | 0 | Paris Saint-Germain | CM, DM     |
| 15  | Paul Pogba          | 15-03-1993    | 7  | 1 | 1 | 0 | 0 | 1 | 1 | Juventus            | CM, AM, DM |
| 16  | Steve Mandanda      | 28-03-1985    | 0  | 0 | 0 | 0 | 0 | 0 | 0 | Olympique Marseille | GK         |
| 17  | Lucas Digne         | 20-07-1993    | 0  | 0 | 0 | 0 | 0 | 0 | 0 | AS Roma             | LB         |
| 18  | Moussa Sissoko      | 16-08-1989    | 6  | 0 | 0 | 0 | 0 | 2 | 1 | Newcastle United    | CM, DM, AM |
| 19  | Bacary Sagna        | 14-02-1983    | 7  | 0 | 0 | 0 | 0 | 0 | 0 | Manchester City     | RB         |
| 20  | Kingsley Coman      | 13-06-1996    | 6  | 0 | 0 | 0 | 0 | 4 | 3 | Bayern München      | RW, LW, AM |
| 21  | Laurent Koscielny   | 10-09-1985    | 7  | 0 | 2 | 0 | 0 | 0 | 1 | Arsenal             | CB         |
| 22  | Samuel Umtiti       | 14-11-1993    | 3  | 0 | 2 | 0 | 0 | 0 | 0 | Olympique Lyon      | CB, LB     |
| 23  | Benoît Costil       | 03-07-1987    | 0  | 0 | 0 | 0 | 0 | 0 | 0 | Stade Rennais       | GK         |

### Wedstrijden
| Nr. | Land        | GW | W | G | V | DV | DT | DS | Ptn |
| --- | ----------- | -- | - | - | - | -- | -- | -- | --- |
| 1   | Frankrijk   | 3  | 2 | 1 | 0 | 4  | 1  | +3 | 7   |
| 2   | Zwitserland | 3  | 1 | 2 | 0 | 2  | 1  | +1 | 5   |
| 3   | Albanië     | 3  | 1 | 0 | 2 | 1  | 3  | -2 | 3   |
| 4   | Roemenië    | 3  | 0 | 1 | 2 | 2  | 4  | -2 | 1   |

#### Groepsfase
|                                               |                      |       |                   |                                                                                             |
| 10 juni 2016 «onderlinge duels» 21:00 (UTC+2) | Frankrijk            | 2 – 1 | Roemenië          | Stade de France, Saint-Denis Toeschouwers: 75.113 Scheidsrechter: Viktor Kassai (Hongarije) |
| 10 juni 2016 «onderlinge duels» 21:00 (UTC+2) | Giroud 57' Payet 89' |       | 65' (pen.) Stancu | Stade de France, Saint-Denis Toeschouwers: 75.113 Scheidsrechter: Viktor Kassai (Hongarije) |

| Frankrijk | Roemenië |

| Frankrijk:       |    |                   |       |
|                  |    |                   |       |
| GK               | 1  | Hugo Lloris       |       |
| RB               | 19 | Bacary Sagna      |       |
| CB               | 4  | Adil Rami         |       |
| CB               | 21 | Laurent Koscielny |       |
| LB               | 3  | Patrice Evra      |       |
| DM               | 5  | N'Golo Kanté      |       |
| CM               | 15 | Paul Pogba        | 77'   |
| CM               | 14 | Blaise Matuidi    |       |
| RW               | 7  | Antoine Griezmann | 66'   |
| CF               | 9  | Olivier Giroud    | 68'   |
| LW               | 8  | Dimitri Payet     | 90+2' |
| Wisselspelers:   |    |                   |       |
| MF               | 20 | Kingsley Coman    | 66'   |
| FW               | 11 | Anthony Martial   | 77'   |
| MF               | 18 | Moussa Sissoko    | 90+2' |
| Coach:           |    |                   |       |
| Didier Deschamps |    |                   |       |

| Roemenië:         |    |                    |         |
|                   |    |                    |         |
| GK                | 12 | Ciprian Tătărușanu |         |
| RB                | 22 | Cristian Săpunaru  |         |
| CB                | 6  | Vlad Chiricheș     | 32'     |
| CB                | 21 | Dragoș Grigore     |         |
| LB                | 3  | Răzvan Raț         | 45'     |
| CM                | 5  | Ovidiu Hoban       |         |
| CM                | 8  | Mihai Pintilii     |         |
| RW                | 20 | Adrian Popa        | 78' 82' |
| AM                | 10 | Nicolae Stanciu    | 72'     |
| LW                | 19 | Bogdan Stancu      |         |
| CF                | 14 | Florin Andone      | 61'     |
| Wisselspelers:    |    |                    |         |
| FW                | 9  | Denis Alibec       | 61'     |
| MF                | 7  | Alexandru Chipciu  | 71'     |
| MF                | 11 | Gabriel Torje      | 82'     |
| Coach:            |    |                    |         |
| Anghel Iordănescu |    |                    |         |

Man van de wedstrijd:

 Dimitri Payet

|                                               |                           |       |         |                                                                                            |
| 15 juni 2016 «onderlinge duels» 21:00 (UTC+2) | Frankrijk                 | 2 – 0 | Albanië | Stade Vélodrome, Marseille Toeschouwers: 63.670 Scheidsrechter: William Collum (Schotland) |
| 15 juni 2016 «onderlinge duels» 21:00 (UTC+2) | Griezmann 90' Payet 90+6' |       |         | Stade Vélodrome, Marseille Toeschouwers: 63.670 Scheidsrechter: William Collum (Schotland) |

| Frankrijk | Albanië |

| Frankrijk:       |    |                     |     |
|                  |    |                     |     |
| GK               | 1  | Hugo Lloris         |     |
| RB               | 19 | Bacary Sagna        |     |
| CB               | 4  | Adil Rami           |     |
| CB               | 21 | Laurent Koscielny   |     |
| LB               | 3  | Patrice Evra        |     |
| CM               | 5  | N'Golo Kanté        | 88' |
| CM               | 14 | Blaise Matuidi      |     |
| AM               | 8  | Dimitri Payet       |     |
| RW               | 20 | Kingsley Coman      | 68' |
| CF               | 9  | Olivier Giroud      | 77' |
| LW               | 11 | Anthony Martial     | 46' |
| Wisselspelers:   |    |                     |     |
| MF               | 15 | Paul Pogba          | 46' |
| FW               | 7  | Antoine Griezmann   | 68' |
| FW               | 10 | André-Pierre Gignac | 77' |
| Coach:           |    |                     |     |
| Didier Deschamps |    |                     |     |

| Albanië:        |    |                 |         |
|                 |    |                 |         |
| GK              | 1  | Etrit Berisha   |         |
| RB              | 4  | Elseid Hysaj    |         |
| CB              | 18 | Arlind Ajeti    | 85'     |
| CB              | 15 | Mërgim Mavraj   |         |
| LB              | 7  | Ansi Agolli     |         |
| DM              | 13 | Burim Kukeli    | 55' 74' |
| CM              | 22 | Amir Abrashi    | 81'     |
| CM              | 9  | Ledian Memushaj |         |
| RW              | 2  | Andi Lila       | 71'     |
| CF              | 10 | Armando Sadiku  |         |
| LW              | 3  | Ermir Lenjani   |         |
| Wisselspelers:  |    |                 |         |
| MF              | 21 | Odise Roshi     | 71'     |
| MF              | 14 | Taulant Xhaka   | 74'     |
| DF              | 6  | Frédéric Veseli | 85'     |
| Coach:          |    |                 |         |
| Gianni De Biasi |    |                 |         |

Man van de wedstrijd:

 Dimitri Payet

|                                               |             |       |           | |
| 19 juni 2016 «onderlinge duels» 21:00 (UTC+2) | Zwitserland | 0 – 0 | Frankrijk | Grand Stade Lille Métropole, Villeneuve-d'Ascq Toeschouwers: 45.616 Scheidsrechter: Damir Skomina (Slovenië) |
| 19 juni 2016 «onderlinge duels» 21:00 (UTC+2) |             |       |           | Grand Stade Lille Métropole, Villeneuve-d'Ascq Toeschouwers: 45.616 Scheidsrechter: Damir Skomina (Slovenië) |

| Zwitserland | Frankrijk |

| Zwitserland:      |    |                      |     |
|                   |    |                      |     |
| GK                | 1  | Yann Sommer          |     |
| RB                | 2  | Stephan Lichtsteiner |     |
| CB                | 22 | Fabian Schär         |     |
| CB                | 20 | Johan Djourou        |     |
| LB                | 13 | Ricardo Rodríguez    |     |
| CM                | 11 | Valon Behrami        |     |
| CM                | 10 | Granit Xhaka         |     |
| RW                | 23 | Xherdan Shaqiri      | 79' |
| AM                | 15 | Blerim Džemaili      |     |
| LW                | 18 | Admir Mehmedi        | 86' |
| CF                | 7  | Breel Embolo         | 74' |
| Wisselspelers:    |    |                      |     |
| FW                | 9  | Haris Seferović      | 74' |
| MF                | 16 | Gelson Fernandes     | 79' |
| DF                | 6  | Michael Lang         | 86' |
| Coach:            |    |                      |     |
| Vladimir Petković |    |                      |     |

| Frankrijk:       |    |                     |     |
|                  |    |                     |     |
| GK               | 1  | Hugo Lloris         |     |
| RB               | 19 | Bacary Sagna        |     |
| CB               | 4  | Adil Rami           | 25' |
| CB               | 21 | Laurent Koscielny   | 82' |
| LB               | 3  | Patrice Evra        |     |
| DM               | 6  | Yohan Cabaye        |     |
| CM               | 18 | Moussa Sissoko      |     |
| CM               | 15 | Paul Pogba          |     |
| RW               | 7  | Antoine Griezmann   | 77' |
| CF               | 10 | André-Pierre Gignac |     |
| LW               | 20 | Kingsley Coman      | 63' |
| Wisselspelers:   |    |                     |     |
| MF               | 8  | Dimitri Payet       | 63' |
| MF               | 14 | Blaise Matuidi      | 77' |
| Coach:           |    |                     |     |
| Didier Deschamps |    |                     |     |

Man van de wedstrijd:

 Yann Sommer

#### Achtste finale
|                                               |                    |       |                 |                                                                                       |
| 26 juni 2016 «onderlinge duels» 15:00 (UTC+2) | Frankrijk          | 2 – 1 | Ierland         | Stade des Lumières, Lyon Toeschouwers: 56.279 Scheidsrechter: Nicola Rizzoli (Italië) |
| 26 juni 2016 «onderlinge duels» 15:00 (UTC+2) | Griezmann 57', 61' |       | 2' (pen.) Brady | Stade des Lumières, Lyon Toeschouwers: 56.279 Scheidsrechter: Nicola Rizzoli (Italië) |

| Frankrijk | Ierland |

| Frankrijk:       |    |                     |           |
|                  |    |                     |           |
| GK               | 1  | Hugo Lloris         |           |
| RB               | 19 | Bacary Sagna        |           |
| CB               | 4  | Adil Rami           | 44'       |
| CB               | 21 | Laurent Koscielny   |           |
| LB               | 3  | Patrice Evra        |           |
| DM               | 5  | N'Golo Kanté        | 27' 46'   |
| CM               | 14 | Blaise Matuidi      |           |
| CM               | 15 | Paul Pogba          |           |
| RW               | 7  | Antoine Griezmann   |           |
| CF               | 9  | Olivier Giroud      | 74'       |
| LW               | 8  | Dimitri Payet       |           |
| Wisselspelers:   |    |                     |           |
| MF               | 20 | Kingsley Coman      | 46' 90+3' |
| FW               | 10 | André-Pierre Gignac | 74'       |
| MF               | 18 | Moussa Sissoko      | 90+3'     |
| Coach:           |    |                     |           |
| Didier Deschamps |    |                     |           |

| Ierland:       |    |                  |     |
|                |    |                  |     |
| GK             | 23 | Darren Randolph  |     |
| RB             | 2  | Séamus Coleman   | 25' |
| CB             | 12 | Shane Duffy      | 66' |
| CB             | 5  | Richard Keogh    |     |
| LB             | 17 | Stephen Ward     |     |
| DM             | 8  | James McCarthy   | 72' |
| CM             | 13 | Jeff Hendrick    | 41' |
| CM             | 19 | Robbie Brady     |     |
| RW             | 9  | Shane Long       | 72' |
| CF             | 21 | Daryl Murphy     | 65' |
| LW             | 11 | James McClean    | 69' |
| Wisselspelers: |    |                  |     |
| FW             | 14 | Jonathan Walters | 65' |
| DF             | 4  | John O'Shea      | 69' |
| FW             | 20 | Wes Hoolahan     | 72' |
| Coach:         |    |                  |     |
| Martin O'Neill |    |                  |     |

Man van de wedstrijd:

 Antoine Griezmann

#### Kwartfinale
|                                              |                                                   |       |                                 |                                                                                             |
| 3 juli 2016 «onderlinge duels» 21:00 (UTC+2) | Frankrijk                                         | 5 – 2 | IJsland                         | Stade de France, Saint-Denis Toeschouwers: 76.833 Scheidsrechter: Björn Kuipers (Nederland) |
| 3 juli 2016 «onderlinge duels» 21:00 (UTC+2) | Giroud 12', 59' Pogba 20' Payet 42' Griezmann 45' |       | 56' Sigþórsson 84' B. Bjarnason | Stade de France, Saint-Denis Toeschouwers: 76.833 Scheidsrechter: Björn Kuipers (Nederland) |

| Frankrijk | IJsland |

| Frankrijk:       |    |                     |     |
|                  |    |                     |     |
| GK               | 1  | Hugo Lloris         |     |
| RB               | 19 | Bacary Sagna        |     |
| CB               | 21 | Laurent Koscielny   | 72' |
| CB               | 22 | Samuel Umtiti       | 75' |
| LB               | 3  | Patrice Evra        |     |
| CM               | 15 | Paul Pogba          |     |
| CM               | 14 | Blaise Matuidi      |     |
| RW               | 18 | Moussa Sissoko      |     |
| AM               | 7  | Antoine Griezmann   |     |
| LW               | 8  | Dimitri Payet       | 80' |
| CF               | 9  | Olivier Giroud      | 60' |
| Wisselspelers:   |    |                     |     |
| FW               | 10 | André-Pierre Gignac | 60' |
| DF               | 13 | Eliaquim Mangala    | 72' |
| MF               | 20 | Kingsley Coman      | 80' |
| Coach:           |    |                     |     |
| Didier Deschamps |    |                     |     |

| IJsland:                           |    |                         |     |
|                                    |    |                         |     |
| GK                                 | 1  | Hannes Þór Halldórsson  |     |
| RB                                 | 2  | Birkir Már Sævarsson    |     |
| CB                                 | 14 | Kári Árnason            | 46' |
| CB                                 | 6  | Ragnar Sigurðsson       |     |
| LB                                 | 23 | Ari Freyr Skúlason      |     |
| RW                                 | 7  | Jóhann Berg Guðmundsson |     |
| CM                                 | 17 | Aron Gunnarsson         |     |
| CM                                 | 10 | Gylfi Sigurðsson        |     |
| LW                                 | 8  | Birkir Bjarnason        | 58' |
| CF                                 | 15 | Jón Daði Böðvarsson     | 46' |
| CF                                 | 9  | Kolbeinn Sigþórsson     | 83' |
| Wisselspelers:                     |    |                         |     |
| DF                                 | 5  | Sverrir Ingi Ingason    | 46' |
| FW                                 | 11 | Alfreð Finnbogason      | 46' |
| FW                                 | 22 | Eiður Guðjohnsen        | 83' |
| Coach:                             |    |                         |     |
| Lars Lagerbäck Heimir Hallgrímsson |    |                         |     |

Man van de wedstrijd:

 Olivier Giroud

#### Halve finale
|                                              |           |                             |           |                                                                                         |
| 7 juli 2016 «onderlinge duels» 21:00 (UTC+2) | Duitsland | 0 – 2                       | Frankrijk | Stade Vélodrome, Marseille Toeschouwers: 64.078 Scheidsrechter: Nicola Rizzoli (Italië) |
| 7 juli 2016 «onderlinge duels» 21:00 (UTC+2) |           | 45+2' (pen.), 72' Griezmann |           | Stade Vélodrome, Marseille Toeschouwers: 64.078 Scheidsrechter: Nicola Rizzoli (Italië) |

| Duitsland | Frankrijk |

| Duitsland:     |    |                        |           |
|                |    |                        |           |
| GK             | 1  | Manuel Neuer           |           |
| RB             | 21 | Joshua Kimmich         |           |
| CB             | 17 | Jérôme Boateng         | 61'       |
| CB             | 4  | Benedikt Höwedes       |           |
| LB             | 3  | Jonas Hector           |           |
| CM             | 14 | Emre Can               | 36' 67'   |
| CM             | 7  | Bastian Schweinsteiger | 45+1' 79' |
| RW             | 8  | Mesut Özil             | 45+1'     |
| AM             | 18 | Toni Kroos             |           |
| LW             | 11 | Julian Draxler         | 50'       |
| CF             | 13 | Thomas Müller          |           |
| Wisselspelers: |    |                        |           |
| DF             | 2  | Shkodran Mustafi       | 61'       |
| MF             | 19 | Mario Götze            | 67'       |
| MF             | 20 | Leroy Sané             | 79'       |
| Coach:         |    |                        |           |
| Joachim Löw    |    |                        |           |

| Frankrijk:       |    |                     |         |
|                  |    |                     |         |
| GK               | 1  | Hugo Lloris         |         |
| RB               | 19 | Bacary Sagna        |         |
| CB               | 21 | Laurent Koscielny   |         |
| CB               | 22 | Samuel Umtiti       |         |
| LB               | 3  | Patrice Evra        | 43'     |
| CM               | 15 | Paul Pogba          |         |
| CM               | 14 | Blaise Matuidi      |         |
| RW               | 18 | Moussa Sissoko      |         |
| AM               | 7  | Antoine Griezmann   | 90+2'   |
| LW               | 8  | Dimitri Payet       | 71'     |
| CF               | 9  | Olivier Giroud      | 78'     |
| Wisselspelers:   |    |                     |         |
| MF               | 5  | Kingsley Coman      | 71' 75' |
| FW               | 10 | André-Pierre Gignac | 78'     |
| MF               | 6  | Yohan Cabaye        | 90+2'   |
| Coach:           |    |                     |         |
| Didier Deschamps |    |                     |         |

Man van de wedstrijd:

 Antoine Griezmann

#### Finale
|                                               |           |              |           |                                                                                               |
| 10 juli 2016 «onderlinge duels» 21:00 (UTC+2) | Portugal  | 1 – 0 (n.v.) | Frankrijk | Stade de France, Saint-Denis Toeschouwers: 75.868 Scheidsrechter: Mark Clattenburg (Engeland) |
| 10 juli 2016 «onderlinge duels» 21:00 (UTC+2) | Éder 109' |              |           | Stade de France, Saint-Denis Toeschouwers: 75.868 Scheidsrechter: Mark Clattenburg (Engeland) |

| Portugal | Frankrijk |

| Portugal:       |    |                   |        |
|                 |    |                   |        |
| GK              | 1  | Rui Patrício      | 120+3' |
| RB              | 21 | Cédric Soares     | 34'    |
| CB              | 3  | Pepe              |        |
| CB              | 4  | José Fonte        | 119'   |
| LB              | 5  | Raphaël Guerreiro | 95'    |
| RM              | 16 | Renato Sanches    | 79'    |
| CM              | 13 | William Carvalho  | 98'    |
| CM              | 23 | Adrien Silva      | 66'    |
| LM              | 10 | João Mário        | 62'    |
| CF              | 17 | Nani              |        |
| CF              | 7  | Cristiano Ronaldo | 25'    |
| Wisselspelers:  |    |                   |        |
| MF              | 20 | Ricardo Quaresma  | 25'    |
| MF              | 8  | João Moutinho     | 66'    |
| FW              | 9  | Éder              | 79'    |
| Coach:          |    |                   |        |
| Fernando Santos |    |                   |        |

| Frankrijk:       |    |                     |      |
|                  |    |                     |      |
| GK               | 1  | Hugo Lloris         |      |
| RB               | 19 | Bacary Sagna        |      |
| CB               | 21 | Laurent Koscielny   | 107' |
| CB               | 22 | Samuel Umtiti       | 80'  |
| LB               | 3  | Patrice Evra        |      |
| CM               | 15 | Paul Pogba          | 115' |
| CM               | 14 | Blaise Matuidi      | 97'  |
| RW               | 18 | Moussa Sissoko      | 80'  |
| AM               | 7  | Antoine Griezmann   |      |
| LW               | 8  | Dimitri Payet       | 80'  |
| CF               | 9  | Olivier Giroud      | 60'  |
| Wisselspelers:   |    |                     |      |
| MF               | 20 | Kingsley Coman      | 58'  |
| FW               | 10 | André-Pierre Gignac | 78'  |
| FW               | 11 | Anthony Martial     | 110' |
| Coach:           |    |                     |      |
| Didier Deschamps |    |                     |      |

Man van de wedstrijd:

 Pepe
FFF · A-internationals · Selecties · Bondscoaches · Frans vrouwenelftal · Olympisch elftal · Frankrijk U21 · Frankrijk U20 · Frankrijk U19 · Frankrijk U18 · Frankrijk U17 · Frankrijk U16 · Vrouwen U17
1904 – 1919 ·
1920 – 1929 ·
1930 – 1939 ·
1940 – 1949 ·
1950 – 1959 ·
1960 – 1969 ·
1970 – 1979 ·
1980 – 1989 ·
1990 – 1999 ·
2000 – 2009 ·
2010 – 2019 ·
2020 – 2029
EK's: 1984 · 
1992 · 
1996 · 
2000 · 
2004 · 
2008 · 
2012 · 
2016 · 
2020 · 
2024
WK's: 1930 · 
1934 · 
1938 · 
1954 · 
1958 · 
1966 · 
1978 · 
1982 · 
1986 · 
1998 · 
2002 · 
2006 · 
2010 · 
2014 · 
2018 · 
2022
OS: 1900 · 
1908 · 
1920 · 
1924 · 
1948 · 
1952 · 
1960 · 
1968 · 
1976 · 
1984 · 
1996 · 
2020
1904 · 
1905 · 
1906 · 
1907 · 
1908 · 
1909 · 
1910 · 
1911 · 
1912 · 
1913 · 
1914 · 
1915 · 1916 · 1917 · 1918 · 
1919 · 
1920 · 
1921 · 
1922 · 
1923 · 
1924 · 
1925 · 
1926 · 
1927 · 
1928 · 
1929 · 
1930 · 
1931 · 
1932 · 
1933 · 
1934 · 
1935 · 
1936 · 
1937 · 
1938 · 
1939 · 
1940 · 1941  · 
1942 · 
1943 · 1944  · 
1945 · 
1946 · 
1947 · 
1948 · 
1949 · 
1950 · 
1951 · 
1952 · 
1953 · 
1954 · 
1955 · 
1956 · 
1957 · 
1958 · 
1959 ·
1960 · 
1961 · 
1962 · 
1963 · 
1964 · 
1965 · 
1966 · 
1967 · 
1968 · 
1969 ·
1970 · 
1971 · 
1972 · 
1973 · 
1974 · 
1975 · 
1976 · 
1977 · 
1978 · 
1979 ·
1980 · 
1981 · 
1982 · 
1983 · 
1984 · 
1985 · 
1986 · 
1987 · 
1988 · 
1989 · 
1990 · 
1991 · 
1992 · 
1993 · 
1994 · 
1995 · 
1996 · 
1997 · 
1998 · 
1999 · 
2000 · 
2001 · 
2002 · 
2003 · 
2004 · 
2005 · 
2006 · 
2007 · 
2008 · 
2009 · 
2010 · 
2011 · 
2012 · 
2013 · 
2014 · 
2015 · 
2016 · 
2017 · 
2018 ·
2019 ·
2020 ·
2021 ·
2022 ·
2023
Albanië ·
Algerije ·
Andorra ·
Argentinië ·
Armenië ·
Australië ·
Azerbeidzjan ·
België ·
Bolivia ·
Bosnië en Herzegovina ·
Brazilië ·
Bulgarije ·
Canada ·
Chili ·
China ·
Colombia ·
Costa Rica ·
Cyprus ·
Denemarken ·
Duitse Democratische Republiek ·
Duitsland ·
Ecuador ·
Egypte ·
Engeland ·
Estland ·
Faeröer ·
Finland ·
Georgië ·
Gibraltar ·
Griekenland ·
Honduras ·
Hongarije ·
Ierland ·
IJsland ·
Iran ·
Israël ·
Italië ·
Ivoorkust ·
Jamaica ·
Japan ·
Joegoslavië ·
Kameroen ·
Kazachstan ·
Koeweit ·
Kroatië ·
Letland ·
Litouwen ·
Luxemburg ·
Malta ·
Marokko ·
Mexico ·
Moldavië ·
Nederland ·
Nieuw-Zeeland ·
Nigeria ·
Noord-Ierland ·
Noorwegen ·
Oekraïne ·
Oostenrijk ·
Paraguay ·
Peru · 
Polen ·
Portugal ·
Roemenië ·
Rusland ·
Saoedi-Arabië ·
Schotland ·
Senegal ·
Servië ·
Slovenië ·
Slowakije ·
Sovjet-Unie ·
Spanje ·
Togo ·
Tsjechië ·
Tsjecho-Slowakije ·
Tunesië ·
Turkije ·
Uruguay ·
Verenigde Staten ·
Wales ·
Wit-Rusland ·
Zuid-Afrika ·
Zuid-Korea ·
Zweden ·
Zwitserland
Albanië (2016) ·
Argentinië (2018) ·
Argentinië (2022) ·
Australië (2018) · 
België (1904) · 
België (2018) · 
Brazilië (1998) · 
Brazilië (2006) · 
Denemarken (2002) · 
Denemarken (2018) ·
Duitsland (2014) · 
Duitsland (2021) · 
Ecuador (2014) · 
Engeland (1982) · 
Engeland (2012) · 
Engeland (2022) ·
Honduras (2014) · 
Hongarije (2021) · 
Italië (2000) · 
Italië (2006) · 
Italië (2008) · 
Japan (2001) · 
Kameroen (2003) · 
Koeweit (1982) · 
Kroatië (2018) · 
Marokko (2022) ·
Mexico (2010) · 
Nederland (2008) · 
Nigeria (2014) ·
Noord-Ierland (1982) · 
Oekraïne (2012) · 
Oostenrijk (1982) · 
Peru (2018) · 
Polen (1982) · 
Polen (2022) ·
Portugal (2006) · 
Portugal (2016) ·
Portugal (2021) ·
Roemenië (2008) ·
Roemenië (2016) ·
Senegal (2002) · 
Spanje (1984) ·
Spanje (2006) ·
Spanje (2012) ·
Spanje (2021) ·
Togo (2006) ·
Tsjecho-Slowakije (1982) ·
Uruguay (2002) ·
Uruguay (2010) ·
Uruguay (2018) ·
Zuid-Afrika (2010) ·
Zuid-Korea (2006) ·
Zweden (2012) ·
Zwitserland (2006) ·
Zwitserland (2014) ·
Zwitserland (2016) ·
Zwitserland (2021)